# Die Dame in Schwarz (1920)
Die Dame in Schwarz ist der Titel eines stummen Detektivdramas, das Victor Janson 1920 nach einem Manuskript von Curt Goetz für die PAGU Projektions-AG ‘Union’ mit Gertrude Welcker und dem Autor Goetz im Auftrag der Universum-Film AG (UFA) Berlin realisiert hat.
Der Film war Teil der Joe Deebs Detektivserie, Goetz spielte den Detektiv Joe Deebs.

## Handlung
Frau vergiftet den Falschen. Deebs klärt es auf.
(Inhaltsangabe aus GECD  #20065)
Eines Tages erscheint bei Pastor Jürgens eine schwarz gekleidete Dame, die ihn zu einem Sterbenden ruft. Dort angekommen, erfährt er zu seinem Erstaunen, dass hier niemand krank ist. Noch während er mit dem Gutsbesitzer, Rittmeister Vallentin, darüber rätselt, fällt dieser tot um. Entsetzt verlässt der Pastor das Haus, Dame und Kutscher sind verschwunden. Der Pastor eilt zu Detektiv Joe Deebs, und noch während er ihm die Geschichte erzählt, stirbt auch der Pastor. Deebs entdeckt bei beiden Toten leichte Verletzungen an der Hand. Sofort beginnt er mit der Verfolgung der Dame in Schwarz.
Auf dem Gut der Gräfin Falkenhorst erfährt er dann des Rätsels Lösung: Die Gräfin wurde als junges Mädchen von Rittmeister Vallentin verführt. Ihr Vater war Vallentins Pächter, und als ihr Vater aus dem Haus verjagt wurde, nahm er sich das Leben. Sie wollte ihm in den Tod folgen, wurde aber vom indischen Diener des Grafen gerettet und heiratete den Grafen Falkenhorst. Diese glückliche Ehe wurde vom Rittmeister durch Intrigen wieder zerstört, und der Graf erschoss sich. Um ihn zu rächen, gab ihr der Inder einen Ring, der Gift enthielt. Mit ihm brachte sie dem Rittmeister die tödliche Verletzung bei. Der ahnungslose Pastor fiel dem Gift aus Versehen zum Opfer.
(Inhaltsangabe aus filmportal.de)

## Produktionsnotizen
Die Produktion der PAGU Projektions-AG Union wurde von Willy Gaebel  photographiert. Die Filmbauten entwarf Kurt Richter. Verliehen wurde der Film durch die Universum-Film AG (UFA).
Die Uraufführung fand am 14. Oktober 1920 im Berliner UT Nollendorfplatz statt.
Die Reichsfilmzensur erließ unter der Nr. B00751 am 15. November 1920 ein Jugendverbot.
Der Film war der 2. Film in der Joe Deebs-Serie 1919/20.
Er wird erwähnt in:
- Der deutsche Film Vol. 2 No. 6
- Film und Presse No. 15, 1920
- Film und Presse No. 16, 1920
- Film und Presse No. 19, 1920
- Filmkurier No. 232, 1920
- Der Film No. 42, 1920
- Kinematograph No. 719, 1920
- Lichtbildbühne No. 42, 1920
- Deutsche Lichtspielzeitung No. 45, 1920
- UFA-Zeitung, 16. Oktober 1920

und ist registriert bei
- Lamprecht Vol. 20 No. 206

## Fortwirken des Filmtitels
Einen stummen Gesellschaftsfilm über zwei Frauen, die um ein Erbe kämpfen, drehte unter dem Titel Die Dame in Schwarz 1928 Franz Osten mit Liane Haid und Marcella Albani. In Österreich wurde er unter  dem höchst spekulativ tönenden Titel Frauen, denen man nachts begegnet aufgeführt.
Ein Tonfilm mit dem Titel Die Dame in Schwarz, zwar auch ein Kriminalfilm um einen Giftmord, jedoch nach einer ganz anderen Geschichte entstand 1951 unter der Regie von Erich Engels mit Mady Rahl und Paul Hartmann.